# Петлюра Леся Симонівна
Леся (Лариса) Симонівна Петлюра (25 жовтня 1911, Москва — 16 листопада 1941, Камбо, Франція) — українська поетеса, єдина дочка Симона Петлюри.

## Біографія
До 100-річчя з дня її народження видано збірку листів та інших творів (Леся Петлюра. Народе мій, улюблений… / НАН України, Нац. б-ка України ім. В. І. Вернадського; підгот. до вид., переднє сл., упорядкування Т. І. Ківшар. — К., 2009, наклад 300 примірників).
Її творчий доробок — вірші, статті, епістолярій, малюнки — засвідчує патріотизм багатогранної людини, неабияку обдарованість Лесі. У листах подала цікаві подробиці життя Європи минулих років, зокрема Франції та Чехії періоду 1920–1930 років. У своїх листах та нотатках Леся вмістила спостереження, які стосуються культури, літератури, життя емігрантів, моди й певних деталей повсякденності. Крім того, замолоду авторка належала до пластунів і тому до кінця життя виявляла цікавість до пластунського життя як українців за кордоном, так і інших скаутів-побратимів.
Володіла французькою, хворіла на сухоти легенів, через що передчасно померла у містечку Камбо на півдні Франції.

## Вшанування пам'яті

### У кінематографі
Леся Петлюра показана у фільмі «Таємний щоденник Симона Петлюри».